# Kopczysko
Kopczysko – jedna z dwóch wysp na Jeziorze Góreckim w Wielkopolskim Parku Narodowym (druga to Wyspa Zamkowa).

## Charakterystyka
Wyspa, będąca stosunkowo młodym tworem, ma powierzchnię 0,85 hektara i pochodzenie organiczne. Powstała w wyniku opadania na podwodną ławicę szczątków roślin, które w wyniku długotrwałego gromadzenia się utworzyły wyspę torfową. Obecnie teren ten stanowi ostoję ptactwa. W okresie jesiennych przelotów, akwen wraz z wyspą gromadzi tysiące osobników gęgawy, nurogęsi, gęsi zbożowej i białoczelnej.
Z wyspą wiąże się legenda o pogańskiej świątyni, w której miejscu wybudowano kościół katolicki. W czasie reakcji pogańskiej została ona spalona, a zrabowane paramenty wykorzystane do pogańskich praktyk w gontynie. Karą boską za zbezczeszczenie (spalenie) kościoła i wymordowanie ludzi było zapadnięcie się wyspy wraz z gontyną. Obecnie słychać z jeziora dźwięk dzwonów, a raz do roku, o północy wynurza się nadpalona wieża kościelna wraz z dzwonami. W okolicy błąka się też niemowlę, które zostało zamordowane przez pogan jeszcze przed ochrzczeniem i oczekuje na ten sakrament.